# Drenovce
Drenovce (en serbocroata: Drenovce / Дреновце) o Drenoc (en albanés: Drenoc) es un pueblo en el municipio de Ranilug del distrito de Gnjilane de Kosovo. Drenovce es uno de los enclaves serbios en Kosovo. 

## Demografía
La evolución demográfica de Drenovce entre 1948 y 2011 fue la siguiente:
| 397                                                 | 414 | 443 | 409 | 393 | 361 | 228 |
| (Fuente: Population of Kosovo since Yugoslav times) |     |     |     |     |     |     |

Según el censo de 2011 (boicoteado parcialmente por los serbios), los serbios representaban el 98,68% de la población (225 personas).